# Milt Larkin
Milt Larkin (Navasota (Texas), 10 oktober 1910 – 31 augustus 1996) was een Amerikaanse jazzmuzikant (zang, trompet) en orkestleider.

## Biografie
Larkin was een autodidact op de trompet en kreeg zijn start met spelen in Texas in de jaren 1930 met Chester Boone en Giles Mitchell. Tussen 1936 en 1943 leidde hij zijn eigen band, toerde door het zuidwesten van de Verenigde Staten, met optredens in Kansas City en in het Apollo Theater in New York, evenals een residentie van 9 maanden in het Rhumboogie Café in Chicago, bij gelegenheden die daar samenvallen met en steun verlenen aan T-Bone Walker. De bezetting van de band bestond uit Arnett Cobb en Illinois Jacquet (die zich beiden bij Lionel Hampton voegden), Eddie 'Cleanhead' Vinson (die vertrok om zich bij Cootie Williams aan te sluiten), Tom Archia, Cedric Haywood, Wild Bill Davis, Alvin Burroughs, Joe Marshall en Roy Porter. Vinson en Cobb waren bij de band sinds de oprichting in de Aragon Ballroom in Houston in 1936. Dit ensemble won veel lof, maar nam nooit op, enerzijds vanwege het opnameverbod dat op 1 augustus 1942 werd opgelegd, net nadat de band in Chicago was aangekomen en anderzijds omdat Larkin dat niet zou doen, gezien de lage lonen die platenmaatschappijen boden aan zwarte muzikanten. Nadat hij al verschillende leden had verloren aan de dienstraad, ontbond Larkin de band toen hij zelf in het leger ging. Van 1943 tot 1946 speelde hij in de legerband van Sy Oliver, ook op trombone. Larkin nam voor het eerst op na het verlaten van de dienst en nam het volgende decennium op met een aantal ensembles. In 1956 verhuisde hij naar New York en leidde een septet bij de Celebrity Club. In de jaren 1970 keerde hij terug naar Houston en ging met pensioen.
Van 1979 tot 1994 was Milt Larkin de leider van de Milt Larkin Allstars en de oprichter van Get Involved Now, een non-profitorganisatie die een intern publiek bediende in Houston, Texas. Leden van zijn band waren onder meer Jimmy Ford [altsax], Arnett Cobb [tenorsax], Basirah Dean [piano/keyboard], Clayton Dyess [gitaar], Terry T. Thomas [bas] en Richard Waters [drums], evenals veel andere muzikanten die in zijn bigband zaten, waaronder Buddy Tate. Hij deed honderden uitvoeringen voor kreupele en verbrande kinderen, kinderen met speciale behoeften, geesteszieke patiënten en bejaarde toehoorders. Hij ontving de Jefferson Award voor dienstverlening aan de gemeenschap en trad regelmatig op op het jaarlijkse Houston Jazz Festival en het jaarlijkse Juneteenth Blues Festival in Houston. Milt Larkin was te zien in de documentaire The Bigfoot Swing, die werd geproduceerd en uitgezonden op PBS. Hoewel hij de laatste jaren van zijn leven aan de ziekte van Alzheimer leed, trad hij op 10 oktober 1994 feilloos op tijdens het verjaardagsfeest van Milt Larkin voor zijn 84ste verjaardag. Zijn zoon Milton 'Tippy' Larkin is ook een trompettist en speelde in de verschillende bands van Larkin.

## Overlijden
Milt Larkin overleed in augustus 1996 op 85-jarige leeftijd aan de gevolgen van een longontsteking en zijn begrafenis werd bijgewoond door vele muzikanten, politici en leden van de pers.

## Discografie

### Als leader
- 1976: Down Home Saturday Night (Copasetic)

### Als sideman
- 1994: Arnett Cobb, Arnett Blows for 1300 (Delmark)

- International Standard Name Identifier: 0000 0000 4874 3381
- Library of Congress Control Number: no2004073906
- MusicBrainz: 98134fca-7634-4fc0-a329-69a5405b06f4
- SNAC: w6nq8j3z
- Virtual International Authority File: 31710578
- WorldCat: E39PBJpJc7rkWRxQp8VryHFBT3